# Velódromo Olímpico Agustín Melgar

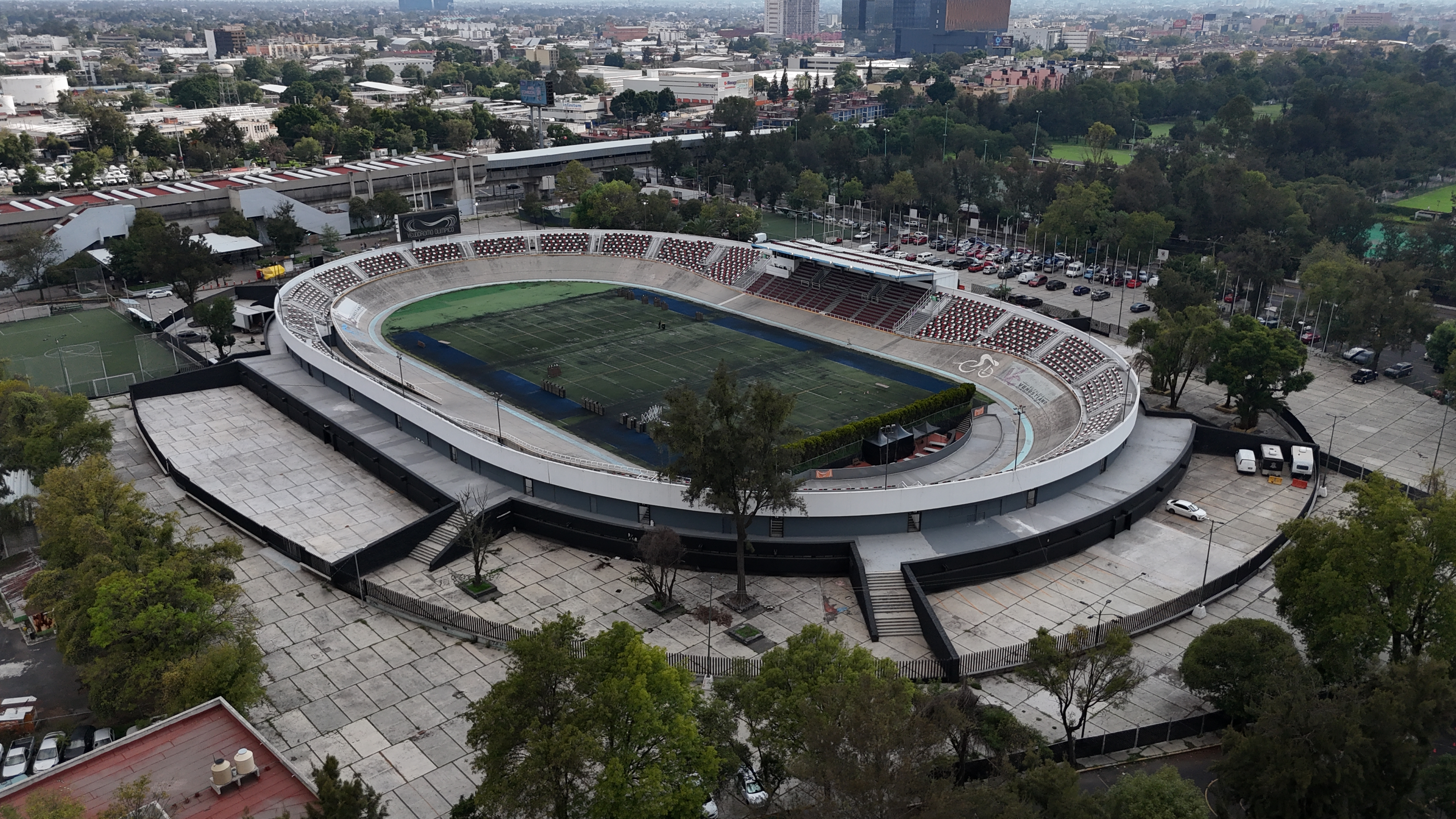
Luftaufnahme des Velodroms

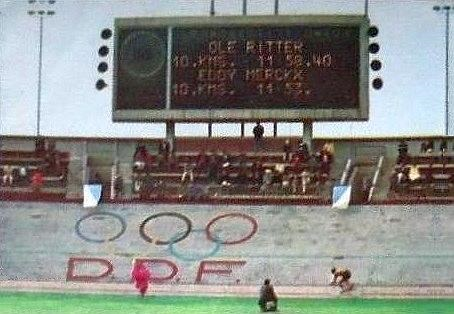
Merckx auf dem Velodrom für seinen Stundenweltrekord von 1972.

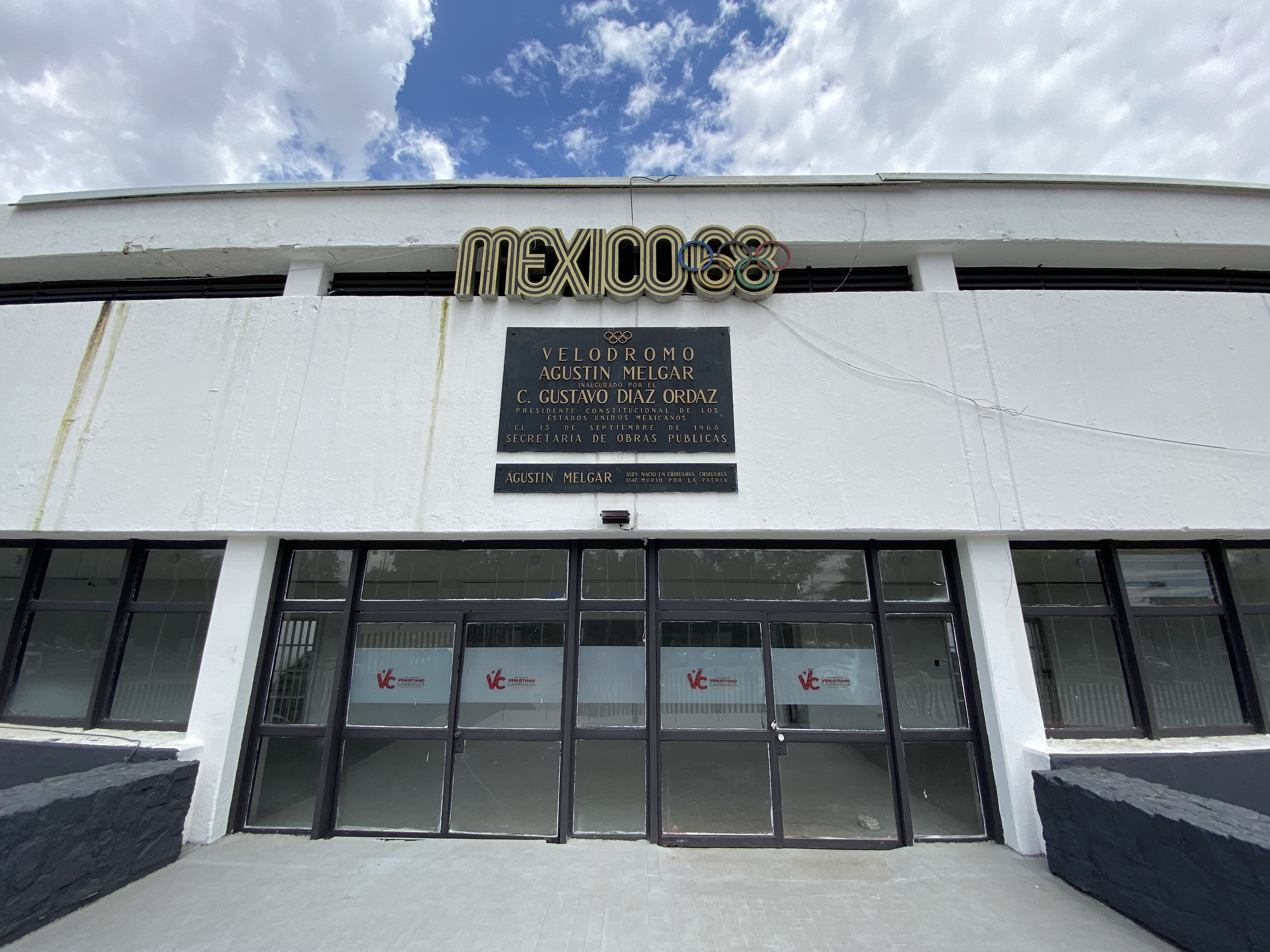
Zugang zum Agustín Melgar Olympic Velodrome, Ciudad Deportiva de la Magdalena Mixhuca, alcaldía Iztacalco, Mexiko-Stadt.

Das Velódromo Olímpico Agustín Melgar ist ein Radstadion in Mexiko-Stadt. Es ist Teil des Sportkomplexes Ciudad Deportiva Magdalena Mixhuca. Es wurde nach dem jungen Kadett Agustín Melgar benannt, der während des Mexikanisch-Amerikanischen Krieges bei der Schlacht von Chapultepec am 13. September 1847 fiel. Melgar gehört zu den Niños Héroes.

## Geschichte
Das Velodrom wurde für die Olympischen Sommerspiele 1968 errichtet, die Bauarbeiten dauerten vom 6. Mai 1967 bis zum September 1968. Die Sportstätte wurde von Jorge, Ignacio und Andrés Escalante Legorreta entworfen. Der Entwurf der Bahn stammte von Herbert Schürmann aus Münster. Die Bahn aus einem afrikanischen Hartholz ist 333,33 Meter lang und sieben Meter breit und offen. Sie hat ein Gefälle von 39 Grad in den Kurven. Im Velódromo Olímpico Agustín Melgar finden 6400 Zuschauer Platz. Während der Olympischen Spiele wurden fünf Wettbewerbe auf der Bahn ausgetragen. Auf der Bahn wurden mehrere Stundenweltrekorde aufgestellt.
Im Innenraum ist ein Kunstrasenplatz für American-Football- und Fußball-Spiele.